# Sericomyia
Sericomyia là một chi ruồi trong họ Syrphidae.

## Hình ảnh

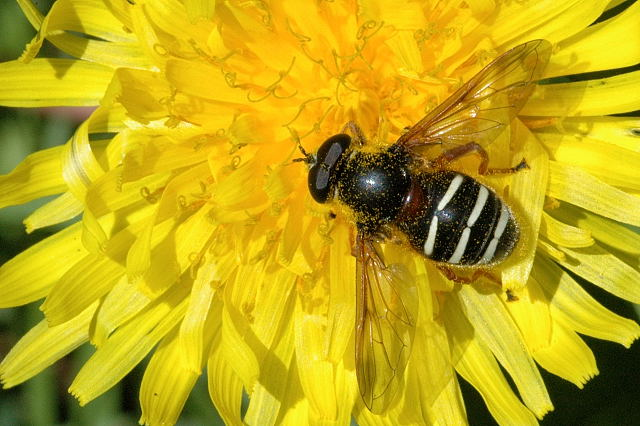
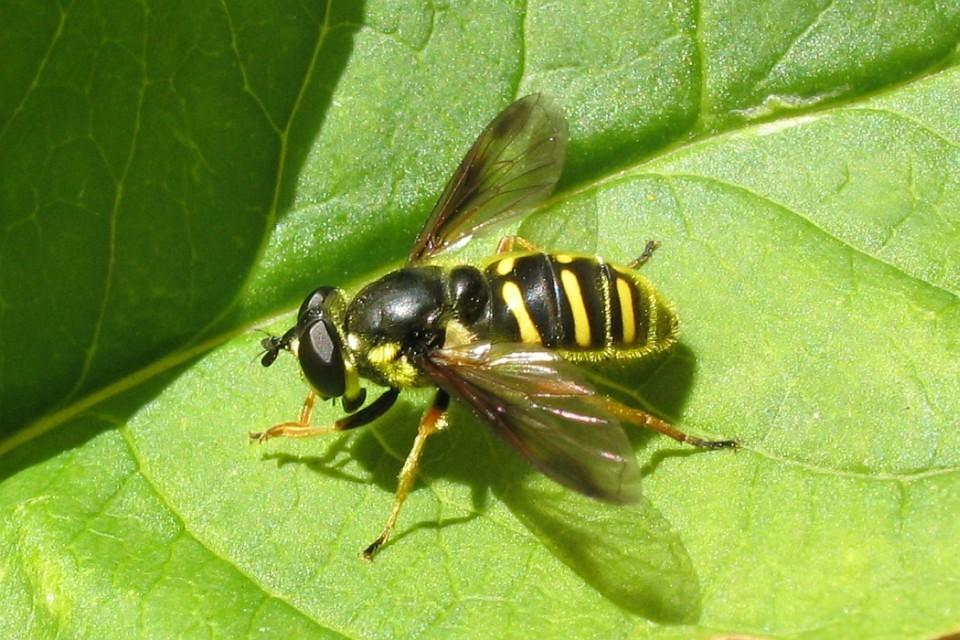